# 李屯乡
李屯乡，是中华人民共和国山東省德州市禹城市下辖的一个乡镇级行政单位。2020年8月，撤销李屯乡，合并入莒镇。

## 行政区划
李屯乡下辖以下地区：
李屯社区、同新社区、兴隆社区、新河社区、梁庄社区、四季社区、将军庙社区、育新社区、柳鞠宋社区、程徐社区、连六高社区、富康社区、焦王社区、白布高社区、曲季社区、丁寺村、李法桥村、王辛村、水寺村和孙付荣村。